# دیوید کوت
دیوید کوت (به انگلیسی: David Cote) (زاده ۱۹ ژوئیه ۱۹۵۲) کارآفرین، بازرگان و مدیر ارشد اجرایی آمریکایی است، که اکنون به‌عنوان مدیر عامل اجرایی و رئیس هیئت مدیره شرکت هانی‌ول فعالیت می‌کند. وی عضو هیئت مدیره شرکت‌های جی‌پی مورگان چیس و کوهلبرگ کراویس رابرتس نیز می‌باشد.